# Enicospilus combustus
Enicospilus combustus is een vliesvleugelig insect uit de familie van de gewone sluipwespen (Ichneumonidae). De wetenschappelijke naam van de soort werd voor het eerst geldig gepubliceerd in 1829 door Gravenhorst als Ophion combustus.